# Tokudaiji Kintsugu
Tokudaiji Kintisugu (徳大寺公継, [[[1174]] - 1227] Erro: {{japonês}}: texto da transliteração contém caractere não latino (pos 19) (ajuda)), também conhecido como Fujiwara no Kintisugu e mais tarde como Monomya Saidaijin foi líder do Ramo Tokudaiji  do Clã Fujiwara. Também foi poeta de Waka.

## Vida
Kintisugu era filho de Sanesada, os Tokudaiji descendiam dos Kan’in.
Kintisugu ingressou na Corte Imperial em 1183 como Chamberlain, em 1191 foi nomeado vice-governador da Província de Bitchū e em 1996 vice-governador da Província de Iyo. 
Em 1198 foi nomeado Chūnagon e em 1200 se tornou Betto (chefe) do Kebiishi (Guarda imperial), em 1202, foi subordinado ao Subtenente Príncipe Imperial Morinari (futuro Imperador Juntoku) sendo promovido a Dainagon em 1206. 
Kintisugu foi nomeado Naidaijin entre 1209 e 1211, quando foi promovido a Udaijin até 1215 sendo reconduzido para o cargo em 1221 e  promovido a Sadaijin em 1225.
Na época da Guerra Jōkyū em 1221, logo após sua recondução ao cargo, Kintisugu aconselhou Go-Toba e Juntoku a desistirem do plano.
Como poeta de Waka participou em inúmeras antologias sendo a mais famosa foi o Shin Kokin Wakashū (新古今和歌集, "Nova Coleção de Poemas Antigos e Modernos", também conhecido como Shinkokinshū) de 1205.
Casou-se com Gojo Yasha, que foi a mãe de seu filho Sanemoto, que mais tarde chegou ao posto de Daijō Daijin.
| Precedido por Tokudaiji Sanesada | -- 4º Líder dos Tokudaiji Fujiwara | Sucedido por Tokudaiji Sanemoto   |
| Precedido por Konoe Iemichi      | 55º Sadaijin (1225 - 1227)         | Sucedido por Kujō Yoshihira       |
| Precedido por Konoe Iemichi      | 92º Udaijin (1221 - 1225)          | Sucedido por Ōinomikado Morotsune |
| Precedido por Kujō Yoshisuke     | 88º Udaijin (1211 - 1215)          | Sucedido por Kujō Michiie         |
| Precedido por Kujō Yoshisuke     | 50º Naidaijin (1209 - 1211)        | Sucedido por Kujō Michiie         |